# Marginaria oulolepis
Marginaria oulolepis là một loài thực vật có mạch trong họ Polypodiaceae. Loài này được (Fée) Pic. Serm. miêu tả khoa học đầu tiên năm 1977.